# Houtplein (Haarlem)

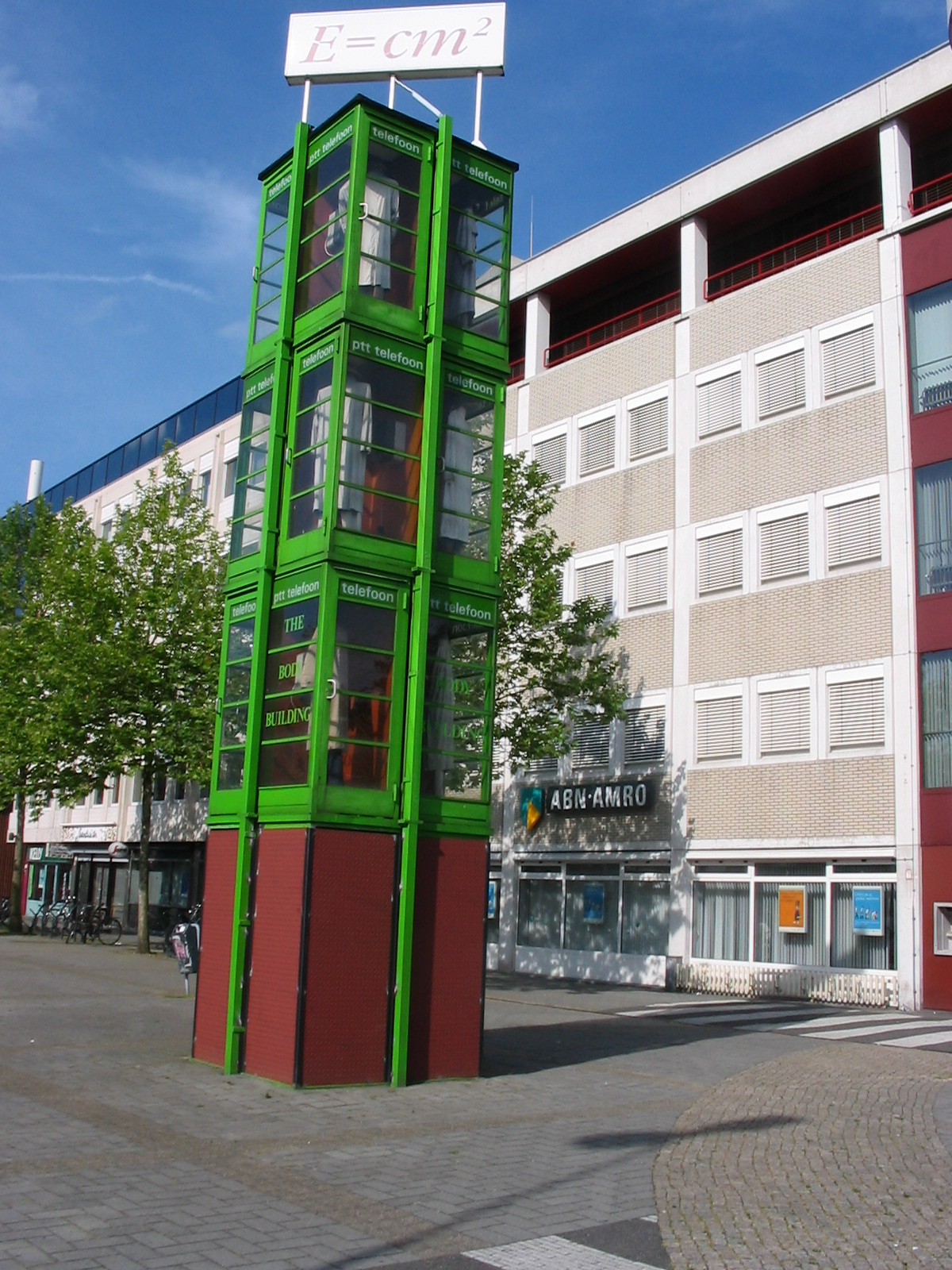
Kunstwerk BodyBuilding

Het Houtplein is een plein aan de zuidkant van de binnenstad van de Nederlandse stad Haarlem.

## Geschiedenis
Het plein is net buiten de binnenstad gelegen. Ooit gaf dit plein via de Grote Houtbrug en Grote Houtpoort toegang tot de ommuurde stad. Aan de zuidzijde van het plein loopt de Dreef, die oorspronkelijk tot aan Villa Dreefzicht liep, richting de Haarlemmerhout. Van 1878 tot 1948 reed de Haarlemse stadstram over het plein, eerst als paardentram, vanaf 1913 als elektrische tram en vanaf 1932 vergezeld door de tramlijn Haarlem - Leiden. Van 1904 tot en met 1957 reed ook de tramlijn Amsterdam - Zandvoort over een gedeelte van het plein.

## Beschrijving
Aan het plein liggen woningen en diverse horecagelegenheden. Tevens zijn er regionale vestigingen van banken  gevestigd. Ook is aan de oostzijde van het plein het provinciekantoor van Noord-Holland gevestigd. Het provinciehuis, de plek waar de statenleden vergaderen en beslissingen nemen ligt even verderop aan de Dreef, ten zuiden van het plein en is gesitueerd in het Paviljoen Welgelegen dat sinds 1930 als dusdanig in gebruik is. De achterkant van dit paviljoen ligt aan het Frederikspark, dat behoorde tot een terrein dat van origine de Baan heette en werd gebruikt als colfbaan. De baan lag tussen het Houtplein, Kleine Houtweg, Gasthuissingel en de Haarlemmerhout in. Tegenwoordig resteert van deze baan enkel nog de weg tussen het Houtplein en de Kleine Houtweg.

## Inrichting
In de periode 2022-2023 is het Houtplein heringericht. Het Houtplein met de oude inrichting was meer een brede stadsstraat voor het verkeer dan een plein. Hierbij zijn ook omliggende straten meegenomen, zoals de Tempeliersstraat, Lorentzplein, Wagenweg (gedeeltelijk) en het Wijde Geldelozepad. Het busstation uit de relatief smalle Tempeliersstraat is verplaatst naar het Houtplein. Daarnaast sluit de inrichting van de Dreef aan op die van het Houtplein, waardoor de eenheid tussen Dreef en plein is hersteld. Tevens komt er een vrij liggend fietspad. Het nieuwe plein is ontworpen en uitgevoerd door het ingenieursbureau Witteveen+Bos. De plannen werden in 2020 definitief vestgesteld. In herinrichting begon in januari 2022 en het eerste zuidelijke deel werd in september 2023 opgeleverd.

## Kunst
Sinds 1990 staat aan de zuidoostzijde van het plein het kunstwerk Body Building, bestaande uit twee keer vier groene PTT-telefooncellen op elkaar geplaatst. Na even weggeweest te zijn tijdens de herinrichting van het plein staat het kunstwerk sinds 2023 aan de zuidwestzijde van het plein.